# Marcel Peck
Pour les articles homonymes, voir Peck.
Marcel Peck, né le 12 septembre 1913 à Paris et mort le 11 décembre 1943, est un résistant français. Membre actif du mouvement de résistance Combat, il est coresponsable de R1 — Région Lyonnaise — avec André Plaisantin.

## Biographie
Sous le nom de code de Marcel Perrault, il participe à la constitution du réseau de noyautage des administrations publiques (NAP), destiné à tirer des renseignements des personnes en poste dans les administrations de Vichy,.

## Distinctions
Il est reconnu « Mort pour la France » et « Mort en déportation »,.
- Médaille de la Résistance française avec rosette par décret du 11 mars 1947[4].